# Tumba (gravmonument)

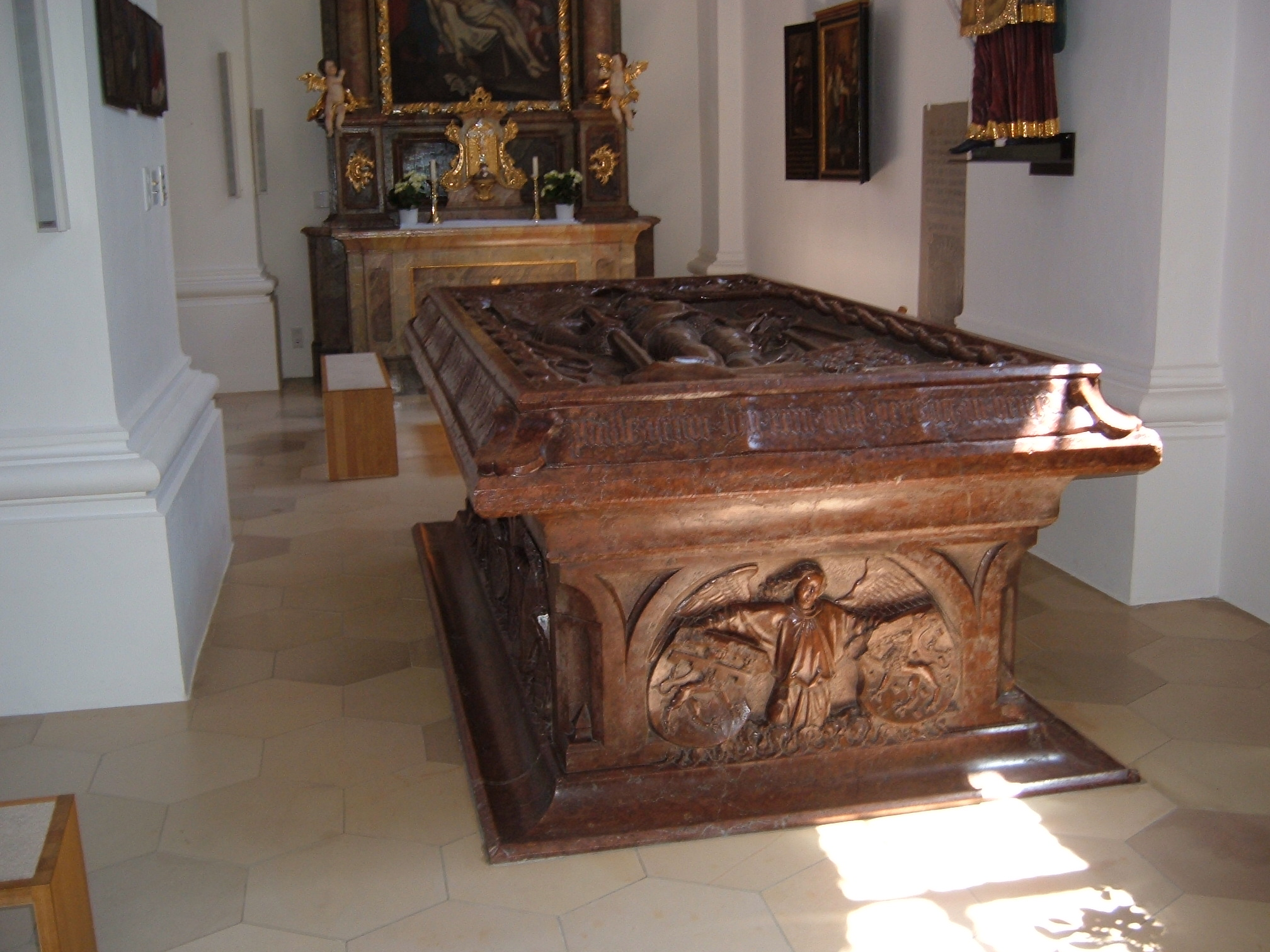
Tumba för Otto II, greve av Pfalz-Mosbach.

En tumba (av grekiska týmbos, ’grav[-hög]’) är ett kistliknande gravmonument av sten, ofta försett med en ristad eller skulpterad avbildning av den eller de avlidna på översidan. I Sverige blev tumban vanlig under medeltiden men förekom framförallt i stormaktstidens gravkonst.